# Clastobryophilum asperifolium
Clastobryophilum asperifolium là một loài Rêu trong họ Sematophyllaceae. Loài này được (Thwaites & Mitt.) B.C. Tan mô tả khoa học đầu tiên năm 1993.